# Węgiel kostny

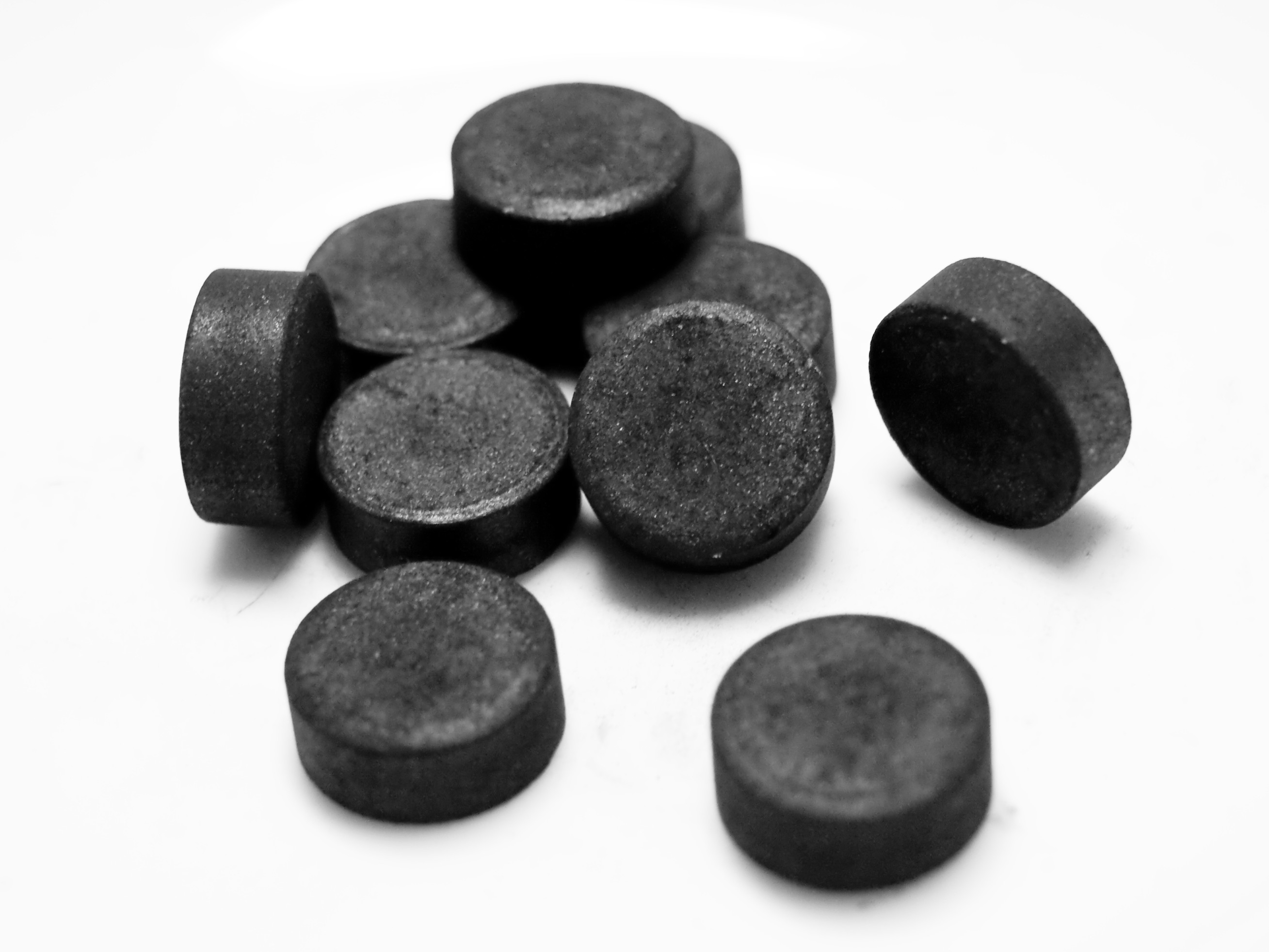
Węgiel kostny w postaci pastylek

Węgiel kostny – rodzaj węgla, który otrzymuje się w wyniku suchej destylacji odtłuszczonych kości zwierzęcych. Charakteryzuje się dobrymi właściwościami absorpcyjnymi. Poza substancjami zawierającymi węgiel, składa się również z niewielkich ilości substancji niewęglowych pozostałych po rozkładzie kości, głównie fosforan wapnia. Służy on do wybielania cukru otrzymywanego z trzciny cukrowej. 